# Урдангарин-и-Бурбон, Пабло
Пабло Никола́с Себастьян де То́дос лос Са́нтос Урдангарин-и-Бурбо́н (исп. Pablo Nicolás Sebastián de Todos los Santos Urdangarin y Borbón, род. 6 декабря 2000, Барселона) — испанский гандболист, выступающий за испанский клуб «Барселона». Второй сын инфанты Кристины де Бурбон и бывшего гандболиста Иньяки Урдангарина. Занимает восьмое место в линии наследования испанского престола.

## Биография
Пабло родился 6 декабря 2000 года в клинике Текнон в Барселоне в семье инфанты Кристины де Бурбон и двукратного призёра Олимпийских игр Иньяки Урдангарина, став четвертым внуком Короля Испании Хуана Карлоса I. Пабло был крещен 20 января 2001 года во дворце Сарсуэла архиепископом Мадрида Роуко Варела. Его крёстными родителями были принцесса Греции и Дании Алексия, двоюродная сестра её матери, и принц Болгарии Кубрат Саксен-Кобург-Готский, друг семьи.
С рождения до 2009 года жил в Барселоне и учился во Французском лицее, где начал играть в гандбол.
В 2009 году семья переехала в Вашингтон. В 2012 году они вернулись в Барселону, но в сентябре 2014 года после коррупционного скандала вокруг инфанты и её мужа перебрались в Женеву.
В 2020 году Пабло вновь вернулся в Барселону и поступил в Бизнес-школу ЕС.

## Карьера гандболиста
В 2018 году Пабло подписал контракт с молодёжной командой гандбольного клуба «Ганновер-Бургдорф».
В 2019 году он присоединился к французскому профессиональному гандбольному клубу «Нант».
С лета 2021 года играет за резервную команду «Барселоны». 23 октября 2021 года дебютировал за основную команду «Барселоны». Выступает под номером 77 в честь своего отца, игравшего под 7-м номером.

## Титулы и обращения
С 6 декабря 2000 г. по настоящее время:
- Его Превосходительство дон Пабло Никола́с Себастьян де То́дос лос Са́нтос Урдангарин-и-Бурбо́н, гранд Испании.